# Vomerogobius flavus
Vomerogobius flavus, vrsta ribe porodice glavoča (Gobiidae), jedini je predstavnik u rodu Vomerogobius, red grgečki (Perciformes). prvi ga je opisao Gilbert 1971.
Živi u zapadnim Atlantiku oko Bahama.